# 妻夫木崇次
妻夫木 崇次（つまぶき たかつぐ、 1979年4月17日 -）は、日本の音楽プロデューサー、シンガーソングライター、編曲家。

## 来歴
2004年 ビクターエンタテインメントよりマキシシングルをリリース。同作品中「アオイタビビト」は、テレビ東京系列アニメ「絢爛舞踏祭 ザ・マーズ・デイブレイク」のEDテーマに採用される。SMAP 21作目のオリジナル・アルバム「Mr.S」にて楽曲を提供するなど、サウンドプロデュース業も行っている。

## 主な作品
SMAP
- 無我夢中なLIFE/作曲

「Mr.S」（アルバム・2014年9月3日）
「Mr.S "saikou de saikou no CONCERT TOUR"」（Blu-ray/DVD・2014年12月10日）
Beverly
- Tomorrow/作曲・編曲（鴨川シーワールド 2018夏 CMソング）

「24」（アルバム・2018年6月20日）
「INFINITY」（Blu-ray/DVD・2019年12月4日）
- Endless Harmony/編曲（FAIRY TAIL ファイナルシリーズ EDテーマ）

「Endless Harmony」（シングル・2018年10月5日）
「INFINITY」（アルバム・2019年12月4日）
- Adventure/作曲・編曲（テイルズ オブ アスタリア 「アヴァロンに眠る輝石」テーマソング）

「Adventure」（シングル・2019年2月11日）
「INFINITY」（アルバム・2019年12月4日）
- Swamp!/作曲・編曲（ドラマ特区「あなたは私におとされたい」OP主題歌）

「Swamp!」（シングル・2023年2月1日）
- Rising Fighter/作曲・編曲（仮面ライダーガッチャード挿入歌）

「Rising Fighter Short Ver.」（シングル・2023年9月10日）
「Rising Fighter」（シングル・2023年12月24日）
X4（松下優也ユニット）
- Bang A Gong/作曲・編曲

「XVISION」（アルバム・2015年2月22日）
「X4 LIVE TOUR 2016 -Funk,Dunk,Punk-」（Blu-ray/DVD・2017年2月22日）
「Xross Mate」（アルバム・2017年3月8日）
「X4 LIVE TOUR 2017 -Xross Mate-」（Blu-ray/DVD・2017年11月15日）
「Cryoni”X”」（Blu-ray・2020年3月25日）
- Girl/作曲・編曲

「XXXX」（アルバム・2018年4月18日）
「X4 LIVE TOUR 2018 -XXXX-」（Blu-ray/DVD・2018年8月22日）
MR.MR
- Just 1 Light/作詞・作曲・編曲（「ダウンタウンDX」EDテーマ、「ちゃちゃ入れマンデー」EDテーマ）

「Just 1 Light」（シングル・2016年2月9日）
妻夫木崇次
- Again/作詞・作曲（「アオイタビビト」絢爛舞踏祭 ザ・マーズ・デイブレイクEDテーマ）

「アオイタビビト」（シングル・2004年5月21日）